# Sexorama
Sexorama fue una serie de historietas desarrollada por Manuel Bartual desde el 2007 hasta el 2014 para la revista española El Jueves. Ocupó habitualmente una página entera de cada número, con viñetas que reflexionaban cómicamente sobre algún tema de índole sexual.

## Trayectoria editorial
Durante tres años, Manuel Bartual envío unos seis proyectos a 'El Jueves’, hasta que le ofrecieron la serie Sexorama, cuya primera entrega se publicó en el número 1564 de la revista.
La misma editorial publicó en 2009 el primer recopilatorio de la serie con el título de Sexorama: El manual sexual de Manuel Bartual, vendiendo más de 22000 ejemplares.
También se publicó en Francia por los editores de "Fluide Glacial", primero en el seno de "Fluide Glamour" y luego como libro.
El segundo recopilatorio en español, titulado Sexorama. Consejos sexuales para chavalas y chavales fue publicado por la editorial bilbaína Astiberri el 14 de febrero de 2012.
El tercer recopilatorio en español, de nombre "Sexorama. Donde caben dos caben tres" fue publicado de nuevo por la editorial Astiberri en octubre de 2013.
El 21 de mayo de 2014 se publicó la última entrega de esta serie en el número 1930 de la revista El Jueves.

## Argumento y personajes
Las primeras historietas de Sexorama no mantenían ninguna hilazón, hasta que Manuel Bartual empezó a recurrir a personajes fijos como Nacho o Nerea.

## Estilo
Sexorama muestra un dibujo limpio y agradable, que supone un contraste con las barbaridades que ocasionalmente se narran.